# عبدالله سلطان
عبدالله سلطان (انگلیسی: Abdulla Sultan Al Nasseri؛ زادهٔ ۱ ژانویهٔ ۱۹۸۶) بازیکن فوتبال اهل امارات متحده عربی است.